# Бухгольц (Шаумбург)
Бухгольц (нім. Buchholz) — громада в Німеччині, розташована в землі Нижня Саксонія. Входить до складу району Шаумбург. Складова частина об'єднання громад Айльзен.
Площа — 1,76 км2. Населення становить 742 ос. (станом на 31 грудня 2021).